# Tasmanoonops pinus
Tasmanoonops pinus är en spindelart som beskrevs av Raymond Robert Forster och Norman I. Platnick 1985. Tasmanoonops pinus ingår i släktet Tasmanoonops och familjen Orsolobidae.
Artens utbredningsområde är New South Wales. Inga underarter finns listade i Catalogue of Life.